# Carroyage

Disposition d'un système de coordonnées UTM.

Le carroyage est une technique de quadrillage utilisée en topographie et en géodésie, afin de rassembler et de traiter des données en vue d’une exploitation cartographique ou statistique.
Il consiste à délimiter une surface en carrés identiques et localisés. Il matérialise ainsi un système de coordonnées projetées, également appelé système de coordonnées de référence projetées, ou système de coordonnées planaires ou système de référence de grille.
C'est donc un système de référence spatial qui représente des emplacements sur la Terre à l'aide de coordonnées cartésiennes (x , y) sur une surface plane créée par une projection cartographique particulière.

## Exemples d'utilisation d'un carroyage
Les domaines d'utilisation de carroyages sont variés et concernent différentes disciplines scientifiques et diverses échelles de surfaces :
- L'image d'un plan de ville est quadrillée afin de mieux se repérer dans l’espace.
- Les photos aériennes et images satellites procèdent par carroyage, c'est-à-dire que des photos sont prises les unes à côté des autres afin de reconstituer une vue d'ensemble.
- L'Insee utilise la technique du carroyage pour son maillage des données statistiques[2].

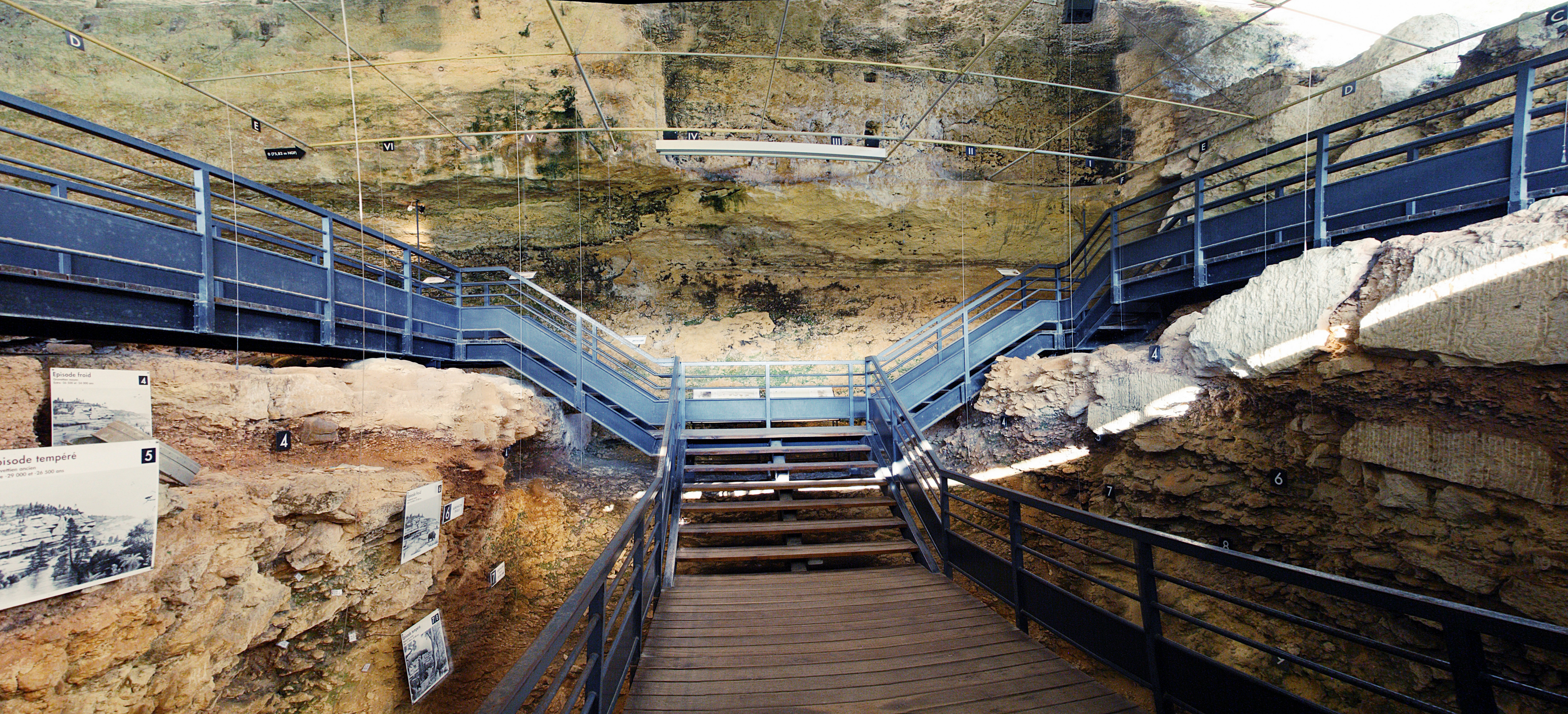
Fouilles archéologiques à l'abri Pataud, en Dordogne. Le carroyage est visible en haut. La mise en place des passerelles a pour but d'éviter de piétiner le sol de fouilles.

- À plus petite échelle, en archéologie, le carroyage permet de localiser l'endroit d'où a été extrait un objet, et de dresser la cartographie du lieu des fouilles. En archéologie préhistorique, ce procédé a été développé en particulier par Georges Laplace. Le carré est le plus petit élément du quadrillage dans lequel est inscrit le site fouillé ; c'est l'unité d'enregistrement de toutes les observations, de tous les artefacts prélevés. Il est identifié par un système de lettres et de chiffres correspondant aux coordonnées. Sur le terrain, pendant la campagne de fouille, il est matérialisé horizontalement par des fils tendus à partir d'un point 0 repéré par théodolite.

## Spécification du système de carroyage
Étant donné que le but de tout système de coordonnées est de mesurer, de communiquer et d'effectuer des calculs avec précision et sans ambiguïté sur des emplacements, il doit être défini avec précision. L'ensemble de données de paramètres géodésiques EPSG (en) est le mécanisme le plus courant pour publier de telles définitions sous une forme lisible par une machine ; il constitue la base de nombreux SIG et autres logiciels de géolocalisation[réf. souhaitée]. Il sous-tend :
- Un système de coordonnées cartésien abstrait à deux dimensions, qui permet de mesurer chaque emplacement sous la forme d'un tuple (x, y), également appelé abscisse et nord dans de nombreux systèmes tels que l'UTM. Toute définition de système de coordonnées doit inclure une surface plane, un point d'origine, un ensemble d'axes orthogonaux pour définir la direction de chaque mesure et une unité de mesure (généralement le mètre).
- Un choix de projection cartographique qui crée une surface plane pour le système de coordonnées qui est connecté à des emplacements sur la Terre. En plus du type général de projection (par exemple, Lambert Conformal Conic, Transverse Mercator), une définition de système de coordonnées spécifiera les paramètres à utiliser, tels qu'un point central, des parallèles standard, un facteur d'échelle, une fausse origine, etc. Avec ces paramètres, les formules sous-jacentes de la projection convertissent la latitude et la longitude directement en coordonnées (x, y) du système.
- Un choix de données géodésiques qui comprend un choix d'ellipsoïde terrestre. Cela lie le système de coordonnées aux emplacements réels sur la Terre en contrôlant le cadre de mesure de la latitude et de la longitude (GCS pour « Geographic coordinate system »). Ainsi, il y aura une différence significative entre la coordonnée d'un emplacement dans « UTM NAD83 Zone 14N » et pour le même emplacement dans « UTM NAD27 Zone 14N », même si les formules UTM sont identiques, car les valeurs sous-jacentes de latitude et de longitude sont différentes. Dans certains logiciels SIG, cette partie de la définition recouvre le choix d'un système de coordonnées géographiques particulier.